# Kamerabevægelse
Kamerabevægelse er en central del af filmsproget. I en spillefilm kan kameraet bevæge sig på forskellige måder. 
Det er tre grundlæggende måder:
- Med fast udgangspunkt

- Panorering – Kameraet drejes fra side til side på stativ. Det skaber overblik, men bruges også ved bevægelse eller præsentation. En hurtig panorering, hvor man ikke kan se motivet ordentligt, er en sweep-panorering.
- Tiltning – Kameraet drejes op og ned. Dette bruges gerne til at afsløre noget uhyggeligt uden for billedrammen gradvist. Det kan også bruges til at vise bevægelse.

- Kameraføring på skinner
- Dolly – Et stativ med hjul
- Traveling – Kameraet følger noget i bevægelse eller går langs med noget. Det bruges til personer i bevægelse.

- Krantur – Når kameraet bevæger sig vertikalt. Fx når man går fra normalperspektiv til fugleperspektiv.

- Håndholdt kamera
- Subjektiv kameraføring – Det giver en beskueren indtryk af et se det med egne øjne.

- Steady cam – Et kamerastiv er kombineret med en kameramand, så kamerabevægelser i hånden og kamerabevægelser på stativ kan kombineres.

## Video essays
Nielsen, Jakob Isak (2009) ”Camera Movement in Narrative Cinema” i 16:9, 2. februar 2015, hentet 30. august 2016.